# Arlen Siu
Arlen Siu Bermúdez, també coneguda com «la chinita de Jinotepe» ("la xineta de Jinotepe"), (Jinotepe, Nicaragua, 15 de juliol de 1955 – El Sauce, Nicaragua, 1 d'agost de 1975) fou una activista política i cantautora sino-nicaragüenca, que esdevingué una de les primeres dones màrtir del Front Sandinista d'Alliberament Nacional.

## Orígens
El seu pare, Armando Siu Lau, nasqué a Guangdong, actualment República Popular de la Xina, i emigrà a Nicaragua a finals de la dècada de 1940 després de servir a l'Exèrcit Revolucionari Comunista. Més tard, es casà amb una dona nicaragüenca i nasqué Arlen Siu el 15 de juliol de 1955 a Jinotepe, Carazo, Nicaragua. De més gran assistí a l'Escola Normal de Senyoretes, de Jinotepe, i més tard assistí a la Universitat Nacional Autònoma de Nicaragua (UNAN), on sovint cantà amb Marlene Álvarez, una membre del grup de música anomenat Grupo Pancasán.

### Revolució sandinista
Quan tingué 18 anys s'uní al Front Sandinista d'Alliberament Nacional. Ja en el temps que inicià la militància havia aconseguit un nivell reconeixement nacional com a compositora, cantant i guitarrista talentosa. A l'edat de 20 anys fou assassinada durant un emboscada prop d'El Sauce, León, Nicaragua, perpetrada l'1 d'agost de 1975 per soldats de la Guàrdia Nacional d'Anastasio Somoza.
A Nicaragua és considerada per molts com un dels màrtirs més primerencs del moviment revolucionari. Les seves obres artístiques i assajos crítics sobre marxisme i feminisme han servit com a inspiració tant al moviment sandinista com al moviment feminista nicaragüencs. Sovint la seva fotografia fou mostrada a les celebracions del FSLN per tota Nicaragua. Managua i El Rama tenen barris amb el seu nom, i un parc de León també el duu.

## En la cultura popular
Siu escrigué una cançó titulada «María Rural», i des de la seva mort, fou cantada per Marlene Álvarez i el Grupo Pancasán, entre d'altres.